# Chapeado

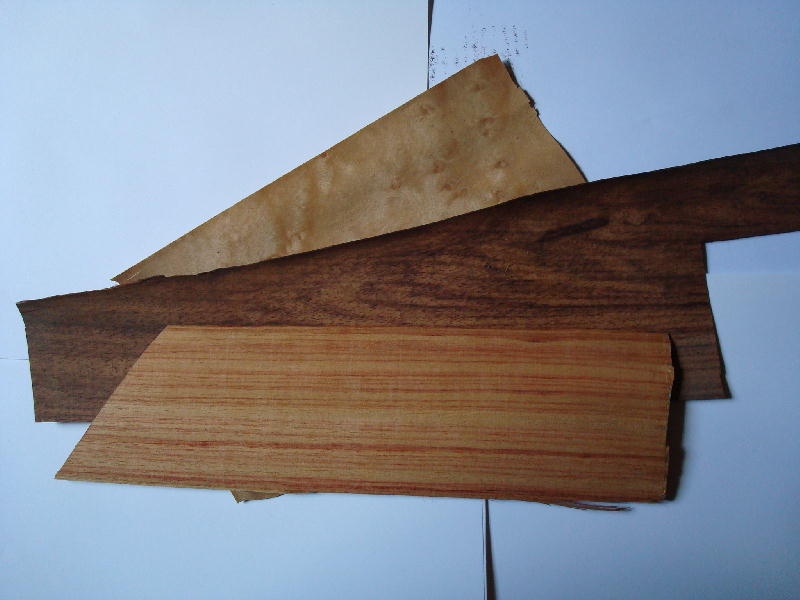
Chapas de madra

El chapeado es una técnica de ebanistería. 
El chapeado es una técnica económica de trabajo de la madera que permite formar dibujos regulares con el veteado de un mismo trozo de madera dividido en delgadas chapas. La ventaja del chapeado es que se pueden presentar las vetas más bellas de la madera sin cuidarse de la solidez que está confiada al armazón del mueble y que permite aprovechar en muebles grandes maderas que solo se pueden obtener en pequeños trozos. La encina blanda es la más conveniente para la armadura de estos muebles pues sus grandes poros hacen que agarre en ellos bien la cola necesaria para unir la chapa. 
Para practicar el chapeado las piezas de la armadura han de estar pefectamente ensambladas y con un gran esmero acepilladas y las ensambladuras aseguradas con cola y sin clavijas. Terminada la armadura se la cepilla con una garlopa para quitar todo salto brusco y después se la vuelve a cepillar con un cepillo de dientes gruesos a fin de que cubra toda la superficie de estrías cruzadas para que tome bien la cola. 
El chapeado se puede hacer al martillo, por cuñas, a la arena y a la cuerda. 

## Chapeado al martillo
Para el chapeado al martillo se comienza por tender la chapa sobre el banco por el lado convexo, se moja rápidamente con agua la parte cóncava, se vuelve la hoja, se jabelga rápidamente con cola fluida y caliente la parte que no ha recibido el agua, se da cola al armazón después de haberlo frotado con un ajo, se aplica la superficie encolada de la chapa sobre el mueble y se pasea sobre la superficie exterior de la chapa la boca del martillo de chapear que solo difiere de la del ordinario en que sus bordes son redondos para no rayar la madera. 
Para pasar el martillo, se oprime la hoja con la mano izquierda sobre el armazón, por la extremidad más próxima a éste pudiendo también sujetarlo con una prensa de mano. Se apoya la hoja cerca del obrero y se empuja hacia adelante y apoyando siempre la pala contra la armadura continúa de este modo obrando sobre los diversos puntos de la chapa hasta que quede bien unida después de haber salido la cola sobrante por el extremo libre de aquella y de modo que siendo éste el objeto, no importa y hasta es conveniente cambiar la dirección del martillo si queda espacio libre para que salga la cola. No debe quedar más cola que la que puedan coger los poros de la madera y las estrías de la armadura.

## Chapeado por cuñas
Se da el nombre de calas o alzas a las cuñas de madera bien pulimentada o de fundición que después de encolada la chapa y en el sitio que debe ocupar se colocan sobre la obra debiendo aquella tener la forma de la superficie sobre la que han de insistir y se aprietan con prensas de mano o en las prensas de chapear que consisten en tres piezas de madera fuerte ensambladas a escuadra. También se puede hacer uso de la prensa compuesta formada por un bastidor rectangular cuyos montantes o lados cortos sobresalen algo de los traveseros que son más largos con los que se hallan ensamblados fuertemente llevando uno de estos traveseros cinco taladros o tuerca en los que ajustan otros tantos tornillos de madera para producir la presión. 
La cola debe calentarse antes de colocarla para conservar su fluidez por más tiempo y se suejeta la chapa con la prensa de modo que la presión se ejerza con igualdad sobre toda la superficie y como por la presión suele rebosar la cola, para que no se adhiera se interpone entre ambas un ahoja de papel o se frota la chapa con jabón antes de colocar la cala. 

## Chapeado a la cuerda
Cuando la superficie que se ha de chapear es curva conviene encorvar la chapa antes de colocarla humedeciéndola por un lado y calentándola por el otro. Se emplea en este caso la máquina de chapear que se reduce a un tornillo de puntas en el que la punta fija está reemplazada por una cuña de hierro en cuyo extremo hay dos láminas soldadas en cruz. Atraviesa aquella de un lado a otro la quijada del torno y en la otra extremidad tiene un manubrio para hacer girar la cruz. Esta sirve de mandril para sujetar la pieza que se va a chapear entrando en cortes de sierra que al efecto se dan en ella mientras que la otra punta del torno completa el apoyo. Para aplicar la hoja se encola solo la pieza que está en el torno, se moja la chapa por el lado que ha de verse y se aplica arrollándola al objeto por una arista y prensándola para hacer salir la cola por el lado opuesto haciendo girar el torno al propio tiempo. Sujeta la chapa se prende por un lado una cinta de hilo que se tiene muy tirante y se da vuelta al manubrio con lo que la cinta se arrolla en espiral y oprime fuertemente la chapa expulsando la cola. Encima de la cinta se arrolla una faja de tela para mayor seguridad. 
El procedimiento a la cuerda se aplica con preferencia a objetos cilíndricos convexos pero puede servir igualmente para los que tienen los ángulos o esquinas redondeadas empleando cuñas que ajusten bien a la superficie y ejerciendo sobre éstas la presión con la cuerda. El sistema puede aplicarse sin hacer uso de la máquina sirviéndose fuertemente en espiral de espiras unidas para que la presión sea uniforme y para que esta sea mayor, se humedece la cuerda antes de arrollarse y como al secarse se contrae, el esfuerzo es más enérgico. El empleo de la cuerda tiene, sin embargo, el inconveniente de que suele dejar señalada la cuerda en la madera.

## Chapeado a la arena
El chapeado a la arena se emplea para superficies muy accidentadas y consiste en hacer uso de unos saquillos de tela no muy ordinaria que se llenan de arena tamizada y calienteque se colocan en vez de las calas y se amoldan perfectamente a todas las irregularidades de la superficie. Para hacer uso de este procedimiento se comienza por eblandecer la chapa por medio de vapor de agua o agua cliente a fin de que pueda amoldarse perfectamente a la superficie que se trata de cubrir y después se hace el encolado en la forma ya indicada. Se colocan los saquillos con la arena que conserva el calor por algún tiempo y sobre cada saco se coloca un tablero de madera al que se aplica el esfuerzo de las prensas. 
Chapeado el mueble se acepilla su superficie con un cepillo de dientes finos y con poco hierro en sentido oblicuo a las juntas y al hilo de la madera para que no separe aquellas ni raje esta para lo que deben tenerse varios cepilos empleando a cada pasada uno de dientes más finos que se llama de planear y debe hacerse también con los muebles macizos. Después de hallarse planeado el mueble se pulimenta primero con la cuchilla que se pasa en todos los sentidos sobre sentido del hilo de la madera. Después, se suaviza con papel de lija o papel de esmeril o vidrio de varios números comenzando por el de grano grueso y terminando con el que lo tiene más fino. Sigue luego el apomazado con un trozo de piedra pómez y después se separa la grasa que se haya adherido pasando una muñeca de polvo impalpable de trípoli que absorbe el aceite quedando preparada de este modo para el barnizado.